# Ахбар-наме
Ахбар-наме (азерб. Əxbarnamə) был написан на персидском языке в 1882—1883 годах Мирзой Ахмадом Заргаром, сыном Мирзы Худаверди, который был визирем талышских Мир Мустафы и Мир Хасан ханов.
В работе зафиксирован ряд драматических событий в истории Талышского ханства, в том числе подробности нападения Ага Мохаммад Шаха Гаджара (1779—1797) на Талыш с целью подчинения Талышского ханства. В книге представлена информация об общественно-политической, экономической и культурной жизни Ленкоранско-Астаринского региона, его традициях, а также названия многих районов и сел, большинство из которых теперь переименованы или искажены. Большая часть «Ахбар-наме» основана на рассказах и наблюдениях автора, которые он слышал от своего отца и некоторых.
«Ахбар-наме» в основном описывает общественно-политические события, происходившие в Талыше за 60 лет (1740—1800). Работа является ценным историческим источником с точки зрения изучения истории Талышского ханства.
«Ахбар-наме» перевел на турецкий язык в 1955 году научный сотрудник института истории академии наук АзССР Муса Алескерли. В 1975 году Али Гусейнзаде подготовил новый перевод произведения и опубликовал его тиражом 120 экземпляров для официального использования.
В 2000 году по инициативе Эльхана Алибейли и Шафата Бахшизаде была издана фотокопия издания «Ахбар-наме» 1975 года тиражом 655 экземпляров вместе с предисловием к нему.
В 80-х годах XX века «Ахбар-наме» подготовил к изданию геолог Исхак Ахундов. Хотя Исхак Ахундов подготовил книгу к изданию, он не смог исполнить свое последнее желание, так как умер 15 октября 1992 года. Его сын Туфан Ахундов завершил дело отца и опубликовал Ахбар-наме в 2009 году.